# 말라리아원충
말라리아원충(malaria原蟲)은 말라리아를 일으키는 원생생물으로, 아코노이다시다강 혈구충목 열원충과에 속한다. 학질원충(瘧疾原蟲), 만생포자충(晩生胞子蟲)이라고도 한다. 모기 등 흡혈하는 습성을 지닌 곤충을 숙주로 기생하여 흡혈이 일어날 때 척추동물로 전염되며, 피하조직 내에서 성장한 다음 혈관으로 침입해 혈류를 타고 적혈구를 감염시켜 말라리아, 즉 학질을 일으키는 병원체이다. 일부는 감염이 진행되는 도중에도 흡혈 곤충이 혈액을 빨아들일 때 딸려나가 다음 흡혈이 일어날 때 또다른 척추동물을 감염시키는 식으로 전염되어, 몹시 높은 전염성을 가진다.

## 종류 및 특징
숙주특이성이 높은 고유종인 사람·원숭이·쥐·조류 등에 기생하여 말라리아를 일으킨다. 사람에게는 3일열말라리아원충(하루거리말라리아원충)·4일열말라리아원충(이틀거리말라리아원충)·난형말라리아원충·열대열말라리아원충 등의 네 종류와 매우 드물게 원숭이말라리아원충의 특정종이 감염된다.

## 한살이
이들 병원충은 사람의 간세포와 적혈구 안에서는 무성생식(다수분열)을 하며, 매개곤충인 말라리아모기의 몸 안에서는 유성생식(포자형성)과 무성생식을 하므로 동물학적으로는 사람이 중간숙주, 모기가 최종숙주가 된다.

## 감염
감염은 매개하는 모기가 흡혈할 때 침샘 안의 포자소체가 주입되어 이루어진다. 인체 내로 들어온 포자소체는 혈액순환을 통해 간세포에 이르고, 무성적(無性的)인 증식으로 적혈구 외형(赤血球外型) 발육을 1~2회 되풀이하면 비로소 적혈구에 침입이 가능한 적혈구 외기(外期)의 분열소체가 되어 이것이 적혈구 안으로 들어가 일정주기의 무성적인 적혈구내형 발육을 되풀이할 때마다 적혈구를 파괴한다. 이러한 적혈구 파괴가 일어날 때 숙주는 40°C 이상의 고열이 나며, 증식주기는 병원충의 종류에 따라 다르므로 진단할 때 중요시된다.

## 하위 아속 및 종
- Asiamoeba - 5종
- Bennetinia - 1종
- Carinamoeba - 7종
- Giovannolaia - 14종
- Haemamoeba - 12종
- Huffia - 2종
- Lacertamoeba - 2종
- Laverania - 5종
- Ophidiella - 3종
- Novyella - 19종
- Nyssorhynchus - 1종
- Paraplasmodium - 3종
- Plasmodium - 30종
- Sauramoeba - 15종
- Vinckeia - 32종
- Incertae sedis - 124종